# Coquimba congestocostata
Coquimba congestocostata is een mosselkreeftjessoort. De wetenschappelijke naam van de soort is voor het eerst geldig gepubliceerd in 1963 door Bold.